# إبراهيم محمد المغربي
الدكتور إبراهيم محمد المُغربي (1913 ـ أم درمان، 18 يونيو 1993) هو جراح سوداني، عمل بالجراحة العامة وجراحة العظام، وكان أول سوداني يحصل على الزمالة الإنجليزية في الجراحة.

## حياته
ولد المغربي سنة 1913، وتلقى تعليمه بكلية غوردون التذكارية ومدرسة كتشنر للطب، حيث تخرج بامتياز سنة 1935، ليلتحق بالعمل الطبي الحكومي، ويتنقل في عدة مناطق بالسودان قبل أن يعمل بمستشفى الخرطوم. وفي سنة 1939 اختير ليكون أول جراح سوداني يعمل مع تي إس ماين (بالإنجليزية: T S Mayne)‏ في الخرطوم، ثم التحق المغربي بين عامي 1946 و1949 بمدرسة طب قصر العيني التابعة لجامعة فؤاد الأول بالقاهرة، حيث تلقى شهادات تخصصية في الجراحة العامة وجراحة العظام، قبل أن يسافر إلى إنجلترا للحصول على الدورات المؤهلة لشهادة زمالة كلية الجراحين الملكية في مستشفى غاي، كما أُلحق بالتدريب في مستشفيات سانت مارك والمستشفى الملكي الوطني للعظام ومستشفى مارسدن الملكي. وفي سنة 1952، صار أول سوداني يحصل على الزمالة الإنجليزية في الجراحة.
أُرسل المغربي ـ عقب عودته إلى السودان إلى مدينة ود مدني، حيث عمل استشاريًا للجراحة في ولاية النيل الأزرق، وسرعان ما نجح في تطوير مستشفى ود مدني وجعله مركزًا جراحيًا مرموقًا مما دفع الكليات الملكية إلى اعتماده كمركز تدريبي لزمالة كليات الجراحين الملكية.
كان المغربي من رواد جراحة العظام في السودان، كما وضع أوراقًا بحثية عن متلازمة شايغي (التليف البوابي الإثنى عشري) والبلهارسيا وفرط ضغط الدم البابي. كما أجرى أبحاثًا عن الورم الفطري (قدم مادورا) بمنحة من مجلس البحث الطبي وبالتعاون مع مدرسة لندن لحفظ الصحة وطب المناطق الحارة.
وفي سنة 1965، نُقل المغربي إلى الخرطوم، حيث صار كبيرًا لجراحي وزارة الصحة السودانية حتى تقاعد سنة 1969، وقد كرس المغربي قدرًا كبيرًا من وقته للتدريس، وكان ممتحنًا للجراحة بجامعة الخرطوم.

## عضوية ورئاسة الجمعيات العلمية المتخصصة
- كان رئيسًا لجمعية الجراحين بالسودان.[1]
- كان رئيسًا للمجلس الطبي السوداني بين عامي 1974 و1978.[1]
- شغل عدة مناصب خارج المجال الطبي، وكان عضوًا بمجالس إدارات بعض الشركات السودانية الكبرى.[1]

## التكريم
- دكتوراه فخرية من جامعة الجزيرة (1989)[1]

## وفاته
توفي المغربي في أم درمان في 18 يونيو 1993، عن عمر ناهز الثمانين عامًا.